# A spasso con Bob
A spasso con Bob (A Street Cat Named Bob) è un film del 2016 diretto da Roger Spottiswoode e scritto da Tim John e Maria Nation. Tratto dal romanzo autobiografico omonimo di James Bowen del 2010, il film è interpretato da Luke Treadaway, Ruta Gedmintas, Joanne Froggatt, Anthony Head e, nel ruolo di se stesso, dal gatto Bob.

## Trama

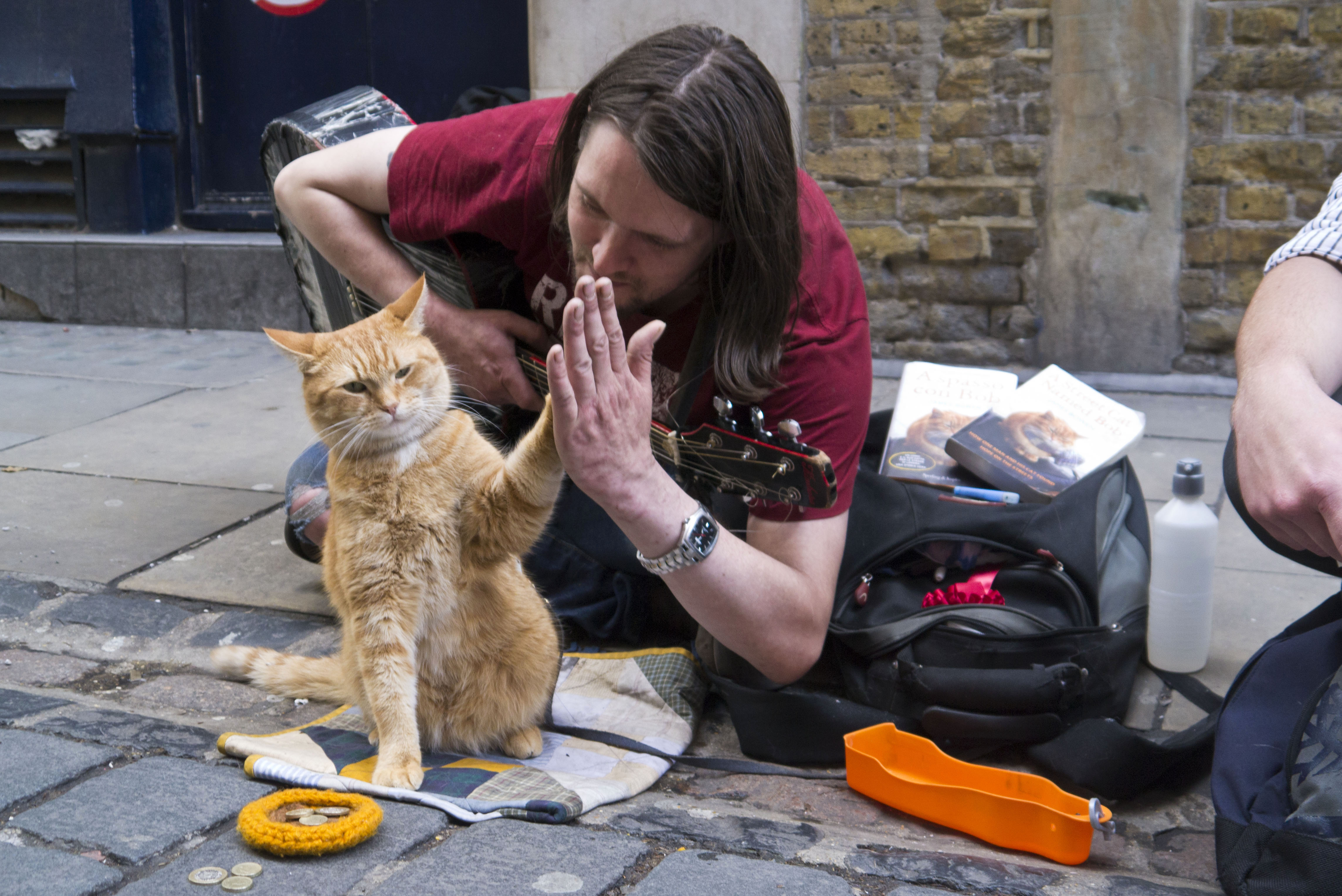
Il gatto Bob con James Bowen

James Bowen è un senzatetto e tossicodipendente in recupero che si guadagna da vivere come artista di strada suonando la chitarra. Dopo numerosi fallimenti, si dà l’ultima possibilità di trasformare la propria vita affidandosi a un operatore di supporto, Val, che lo aiuta a ottenere un appartamento in cui andare a vivere. Mentre si trova nella vasca da bagno, una sera sente dei rumori provenire dalla cucina e vi trova un gatto rosso, intento a mangiare dei fiocchi di mais.
Pensando che possa appartenere ad un vicino di casa, Bowen si impegna senza fortuna a trovarne il proprietario, concludendo che debba trattarsi di un randagio. Nei giorni seguenti il gatto continua a girovagare nei pressi della sua abitazione, fino a quando James scopre una ferita infetta sulla zampa dell'animale. Decide di prendersi cura del gatto, a cui darà il nome di Bob, portandolo da un veterinario di carità e da quel momento in poi le vite dei due si intrecciano indissolubilmente.

## Produzione
Il 24 agosto 2015 è stata annunciata da Roger Spottiswoode l'intenzione di girare un film basato sul libro A spasso con Bob (A Street Cat Named Bob) di James Bowen, con sceneggiatura affidata a Tim John. Adam Rolston produce il film tramite la sua casa Shooting Script Films. La Borsa ha venduto i diritti internazionali del film. Maria Nation si aggiunge alla stesura della sceneggiatura.

## Distribuzione
La prima del film si è tenuta a Londra il 3 novembre 2016, e la distribuzione regolare del film è partita il giorno successivo.

## Sequel
Un sequel a tema natalizio, Natale con Bob (A Gift from Bob), è stato distribuito nel Regno Unito nel novembre 2020. Il film è uscito postumo, in quanto il gatto Bob è deceduto nel giugno 2020, dopo aver subito gravi ferite  in seguito all'investimento da parte di un'autovettura.